# Ilian Iliev
Ilian Dimov Iliev (Илиан Димов Илиев; Varna, 2 luglio 1968) è un allenatore di calcio ed ex calciatore bulgaro, di ruolo centrocampista, attualmente alla guida del Černo More Varna e commissario tecnico della nazionale bulgara.

## Biografia
Suo figlio Ilian è anch'egli un calciatore.

## Palmarès

### Giocatore

#### Competizioni nazionali
- Campionato bulgaro: 2

Levski Sofia: 1992-1993, 1994-1995
- Coppa del Portogallo: 1

Benfica: 1995-1996

### Allenatore

#### Competizioni nazionali
- Coppa di Bulgaria: 1

Beroe: 2009-2010
- Seconda Lega: 1

Beroe: 2008-2009